# Steliana Iwanowa
Steliana Petrowa Iwanowa (bułg. Стелиана Петрова Иванова) – bułgarska brydżystka, World Master (WBF).

## Wyniki brydżowe

### Olimpiady
Na olimpiadach uzyskała następujące rezultaty:
| Olimpiady brydżowe. Zawody teamów | Olimpiady brydżowe. Zawody teamów | Olimpiady brydżowe. Zawody teamów | Olimpiady brydżowe. Zawody teamów | Olimpiady brydżowe. Zawody teamów | Olimpiady brydżowe. Zawody teamów |
| Rok                               | Miejsce                           | Zawody                            | Kategoria                         | Drużyna                           | Pozycja                           |
| --------------------------------- | --------------------------------- | --------------------------------- | --------------------------------- | --------------------------------- | --------------------------------- |
| 2004                              | Stambuł                           | 12. Olimpiada Teamów              | Kobiety                           | Bulgaria                          | 17                                |
| 1992                              | Salsomaggiore                     | 9. Olimpiada Teamów               | Kobiety                           | Bulgaria                          | 13                                |
| 1988                              | Wenecja                           | 8. Olimpiada Teamów               | Kobiety                           | Bulgaria                          | 3                                 |

### Zawody światowe
W światowych zawodach zdobyła następujące lokaty:
| Mistrzostwa Świata. Konkurencja teamów | Mistrzostwa Świata. Konkurencja teamów | Mistrzostwa Świata. Konkurencja teamów                | Mistrzostwa Świata. Konkurencja teamów | Mistrzostwa Świata. Konkurencja teamów | Mistrzostwa Świata. Konkurencja teamów |
| Rok                                    | Miejsce                                | Zawody                                                | Kategoria                              | Drużyna                                | Pozycja                                |
| -------------------------------------- | -------------------------------------- | ----------------------------------------------------- | -------------------------------------- | -------------------------------------- | -------------------------------------- |
| 2004                                   | Stambuł                                | 3. Transnarodowe Mistrzostwa Świata Teamów Mikstowych | Miksty                                 | Batov                                  | 2                                      |

| Mistrzostwa Świata. Konkurencja par | Mistrzostwa Świata. Konkurencja par | Mistrzostwa Świata. Konkurencja par | Mistrzostwa Świata. Konkurencja par | Mistrzostwa Świata. Konkurencja par | Mistrzostwa Świata. Konkurencja par |
| Rok                                 | Miejsce                             | Zawody                              | Kategoria                           | Partner                             | Pozycja                             |
| ----------------------------------- | ----------------------------------- | ----------------------------------- | ----------------------------------- | ----------------------------------- | ----------------------------------- |
| 1990                                | Genewa                              | 8. Mistrzostwa Świata               | Kobiety                             | Margarita Chałaczewa                | 30                                  |

### Zawody europejskie
W europejskich zawodach zdobyła następujące lokaty:
| Zawody europejskie. Konkurencja teamów | Zawody europejskie. Konkurencja teamów | Zawody europejskie. Konkurencja teamów    | Zawody europejskie. Konkurencja teamów | Zawody europejskie. Konkurencja teamów | Zawody europejskie. Konkurencja teamów |
| Rok                                    | Miejsce                                | Zawody                                    | Kategoria                              | Drużyna                                | Pozycja                                |
| -------------------------------------- | -------------------------------------- | ----------------------------------------- | -------------------------------------- | -------------------------------------- | -------------------------------------- |
| 2007                                   | Antalya                                | 3. Otwarte Mistrzostwa Europy             | Miksty                                 | Penfold                                | 9                                      |
| 2000                                   | Bellaria                               | 6. Mistrzostwa Europy Mikstów             | Miksty                                 | Georgiev                               | 7                                      |
| 1989                                   | Turku                                  | 39. Mistrzostwa Europy Teamów             | Kobiety                                | Bulgaria                               | 7                                      |
| 1988                                   | Płowdiw                                | 11. Młodzieżowe Mistrzostwa Europy Teamów | Juniorzy                               | Bulgaria                               | 15                                     |

| Zawody europejskie. Konkurencja par | Zawody europejskie. Konkurencja par | Zawody europejskie. Konkurencja par | Zawody europejskie. Konkurencja par | Zawody europejskie. Konkurencja par | Zawody europejskie. Konkurencja par |
| Rok                                 | Miejsce                             | Zawody                              | Kategoria                           | Partner                             | Pozycja                             |
| ----------------------------------- | ----------------------------------- | ----------------------------------- | ----------------------------------- | ----------------------------------- | ----------------------------------- |
| 2000                                | Bellaria                            | 6. Mistrzostwa Europy Mikstów       | Mikst                               | Christo Iwanczew                    | 78                                  |
| 1996                                | Monte Carlo                         | 4. Mistrzostwa Europy Mikstów       | Mikst                               | Svetomir Gotsov                     | 242                                 |
| 1994                                | Barcelona                           | 3. Mistrzostwa Europy Mikstów       | Miksty                              | Svetomir Gotsov                     | 283                                 |
| 1989                                | Turku                               | 39. Mistrzostwa Europy Teamów       | Kobiety                             | Margarita Chałaczewa                | 34                                  |

## Klasyfikacja
- Steliana Iwanowa – klasyfikacja WBF (ang.)
- Steliana Iwanowa – klasyfikacja EBL (ang.)